# Hencida, Hajdú-Bihar
Hencida  este un sat în districtul Berettyóújfalu, județul Hajdú-Bihar, Ungaria, având o populație de 1.290 de locuitori (2011). 

## Demografie
Componența etnică a satului Hencida
     Maghiari (77,03%)
     Romi (22,47%)
     Români (0,5%)
Componența confesională a satului Hencida
     Reformați (52,33%)
     Fără religie (21,78%)
     Romano-catolici (2,48%)
     Necunoscută (22,95%)
     Greco-catolici (0,47%)
     Alte religii (1,86%)
Conform recensământului din 2011, satul Hencida avea 1.290 de locuitori. Din punct de vedere etnic, majoritatea locuitorilor (77,03%) erau maghiari, cu o minoritate de romi (22,47%).  Din punct de vedere confesional, majoritatea locuitorilor (52,33%) erau reformați, existând și minorități de persoane fără religie (21,78%) și romano-catolici (2,48%). Pentru 22,95% din locuitori nu este cunoscută apartenența confesională.